# カーチス・ライト CW-22
カーチス・ライト CW-22
A U.S. Navy SNC-1 in September 1943
- 用途：偵察機、高等練習機
- 製造者：カーチス・ライト
- 運用者：アメリカ海軍、オランダ領東インド陸軍航空軍
- 初飛行：1940年
- 生産数：442機
- 運用開始：1942年

カーチス・ライト CW-22（Curtiss-Wright CW-22）は、1940年代にカーチス・ライト社が製造したアメリカ合衆国の単葉の多用途高等練習機である。本機はアメリカ海軍でSNC-1 ファルコン という名称で偵察練習機として運用された。

## 設計と開発
CW-22は、CW-19から単座のCW-21軽戦闘機/迎撃機の開発を通してカーチス・ライト社のセントルイス工場で開発された。試作機は1940年に初飛行を行った。CW-21よりも低出力と低性能な単葉複座で全金属製のCW-A22は、引き込み可能な尾輪式降着装置を持ち、その主脚は主翼下面の覆いの中に後方へ引き込まれた。
CW-22は民間のスポーツ機や練習機、軍用の戦闘訓練機、偵察機、汎用機として使用された。試作機のCW-A22 ファルコン（米国の民間登録記号：NC18067）は、カーチス・ライト社のデモンストレーション用機として使用され、現存する4機の中の1機である。1機のSNC-1はフロリダ州 ペンサコーラにあるアメリカ海軍の国立海軍航空博物館に展示されている。

## 運用の歴史

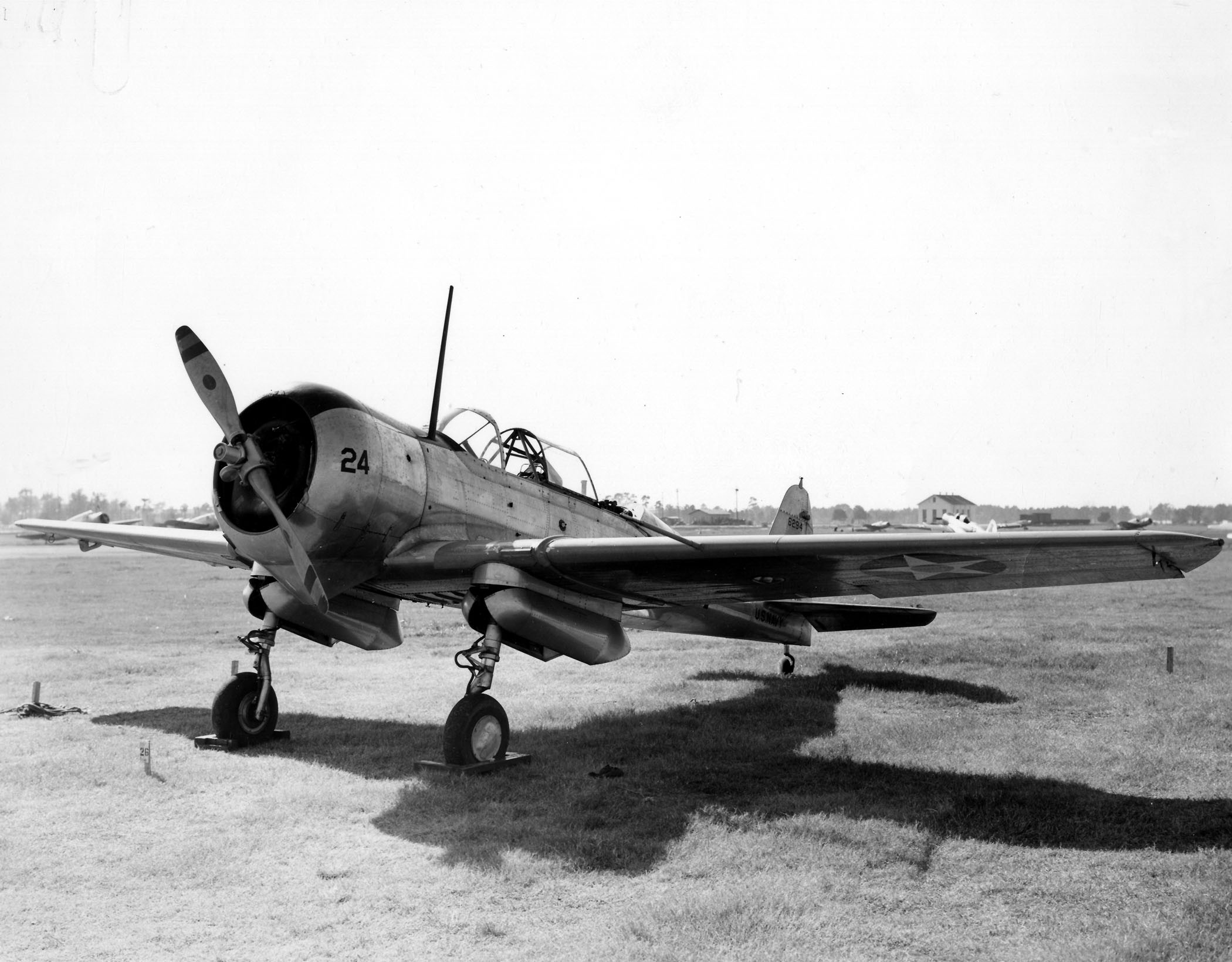
A U.S. Navy Curtiss SNC-1 Falcon trainer (BuNo 6294) at Naval Air Station Jacksonville, Florida (USA), on 8 January 1942.

ライト R-975 ワールウィンド 空冷 星形エンジンを搭載した本機の主要な顧客はオランダ領東インド陸軍航空隊であり、36機が輸出された。進行してくる日本軍のためにこれらの機体はオーストラリアのオランダ当局に納入しなければならなかった。発展型のCW-22Bは、トルコ（50機）、オランダ領東インド（25機）と少数が南アメリカへ販売された。CW-22とCW-22Bは2丁の機関銃（内1丁は固定式）を装備していた。
無武装の高等練習機型（CW-22N）はアメリカ海軍に売り込みが図られ、訓練の必要性の拡大の時流に乗り、1940年11月にアメリカ海軍は150機を発注した。更なる発注により合計は305機となり、これらはSNC-1 ファルコンと命名された。
また、大日本帝国陸軍は太平洋戦争緒戦期に東インド陸軍航空隊のCW-22Bを数機鹵獲しており、飛行第75戦隊、飛行第50戦隊、第9錬成飛行隊などでは、隊内保有機とされたCW-22Bが練習機や連絡機として使用されていた。

## 派生型

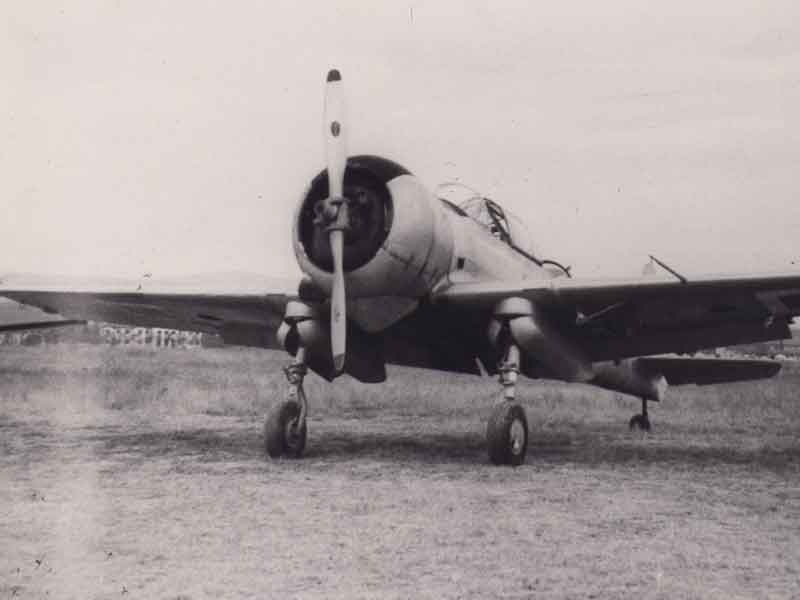
トルコで就役したカーチス ファルコン CW 22（1939-1949年）

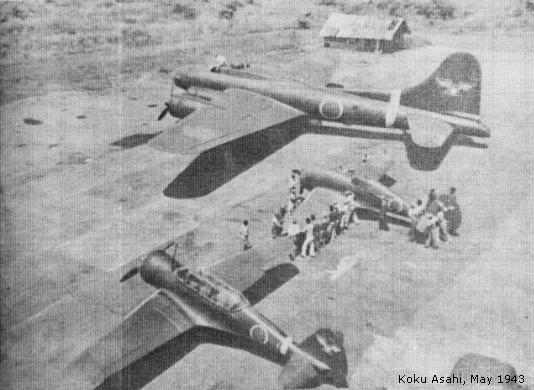
日本軍に鹵獲されたボーイング B-17 フライングフォートレス（奥）、カーチス・ライト CW-21B（中）、カーチス・ライト CW-22（手前）。

CW-A22
試作機
CW-22
オランダ領東インド陸軍航空軍向けの武装付き量産機。36機製造。
CW-22B
改良型の量産機。約100機製造。
SNC-1 ファルコン (CW-22N)
CW-22Nのアメリカ海軍での名称。305機製造 (BuNo 6290-6439, 05085-05234, 32987-32991)。

## 運用
ボリビア
 オランダ領東インド
- オランダ領東インド陸軍航空軍

 日本
- 大日本帝国陸軍飛行隊が鹵獲した元オランダ機を運用

 ペルー
 トルコ
 アメリカ合衆国
- アメリカ海軍

 ウルグアイ
- ウルグアイ陸軍航空隊

## 現存機
- フロリダ州 ポークシティにあるファンタジー・オブ・フライトに1機が現存し、飛行可能な状態まで修復されるまでそこの「ゴールデンヒル」（"Golden Hill"）倉庫に展示されている[4]。

## 要目 (SNC-1)
出典: 
諸元
- 乗員: 2
- 全長: 8.23 m （27 ft 0 in）
- 全高: 3.02 m （9 ft 11 in）
- 翼幅: 10.67 m（35 ft 0 in）
- 翼面積: 16.14 m 2 （173.70 ft2）
- 空虚重量: 1,241 kg （2,736 lb）
- 運用時重量: 1,718 kg （3,788 kg）
- 動力: ライト R-975 ワールウィンド 空冷 星型エンジン、313 kW （420 hp）   × 1

性能
- 最大速度: 319 km/h  198 mph
- 巡航速度: 454 km/h  282 mph
- 航続距離: 1,255 km  780 mi
- 実用上昇限度: 6,645 m （21,800 ft）
- 上昇率: 8.4 m/s （1,650[6]）